# Кастелчес (Тревизо)
Кастелчес је насеље у Италији у округу Тревизо, региону Венето.
Према процени из 2011. у насељу је живело 66 становника. Насеље се налази на надморској висини од 242 м.